# M18 Hellcat
Il 76 mm Gun Motor Carriage M18 era un semovente cacciacarri costruito negli Stati Uniti d'America durante la seconda guerra mondiale. Gli venne dato il soprannome di Hellcat ed è ricordato come un veloce ma vulnerabile mezzo anticarro.

## Storia
Nel dicembre 1941 il War Ordnance Department emise una specifica per un progetto per un veloce mezzo anticarro che utilizzasse il sistema di sospensioni Christie, il motore Wright Continental R-975 e un cannone da 37 mm.
Dopo le prime esperienze di combattimento in Nord Africa venne deciso che il calibro dell'arma scelto fosse inadeguato e pertanto venne richiesto un cannone da 57 mm. Durante le prove con i prototipi il calibro del cannone venne portato dai 75 mm del M3 L/40 ai 76 mm del 76 mm M1A1 e M1A2; quest'ultima era dotata di freno di bocca ed a 900 m il suo proiettile perforante poteva penetrare una lamiera verticale fino a 176 mm grazie alla velocità alla volata di 1050 m/s. Anche il sistema Christie delle sospensioni venne abbandonato e si passò ad un sistema a barre di torsione.
Al contrario dell'M10 Wolverine, realizzato su scafo del carro medio M4 Sherman, l'M18 venne progettato sullo scafo del carro armato leggero M24 Chaffee. Ne risultò un mezzo piccolo, pesante circa la metà dell'M10, veloce e dotato di un cannone più potente. Era inoltre disponibile all'interno uno spazio maggiore tanto che potevano essere ospitati 5 uomini di equipaggio, 45 proiettili e una mitragliatrice Browning M2 da 12,7 mm. Nel febbraio 1943 il progetto divenne definitivo e, in luglio, si iniziò la produzione in massa del mezzo. Entrò in azione nella campagna d'Italia e in Europa nell'estate del 1944 andò ad armare il battaglione semoventi anticarro delle divisioni di fanteria.
Il mezzo eccelleva nell'utilizzo della tattica "colpisci e fuggi". La sua bassa sagoma, l'elevata potenza di fuoco e la sua velocità gli davano la possibilità di ingaggiare con successo tutti i carri tedeschi. Al contrario lo rendevano un mezzo poco efficace nella difesa statica di una posizione.
La produzione continuò fino all'ottobre del 1944 e furono circa 2.500 gli esemplari realizzati. Dopo il conflitto alcuni M18 furono nuovamente utilizzati in combattimento in Corea e su esplicita richiesta, motivata dalla potenza dell'arma e dal suo munizionamento anticarro, l'esercito italiano nel luglio 1952 ne ricevette 130 dall'US ARMY con cui armò, a quanto risulta, il 155 reggimento di artiglieria del 5 corpo d'armata che con le sue unità guarniva le regioni del Veneto e Friuli Venezia Giulia in prossimità del confine orientale. Un esempio famoso di impiego recente di questo veicolo è dato dagli Hellcat ex-jugoslavi impiegati durante il conflitto jugoslavo degli anni novanta.

## Versioni

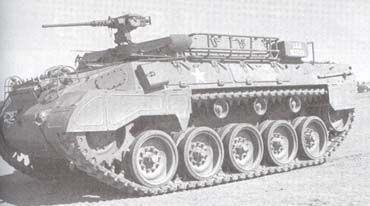
Il veicolo da trasporto Armoured Utility Vehicle M39

Da questo mezzo venne tratto un veicolo da trasporto: l'Armoured Utility Vehicle M39. In pratica si trattava di un M18 senza torretta e che veniva utilizzato come trasporto di personale, carichi o trattore di artiglieria.
Sempre dall'Hellcat venne progettato e costruito(in un solo esemplare) il super Hellcat, che montava un cannone na 90mm su una torretta allargata per lo scopo.
Altre conversioni furono i semoventi T86,T87 e T88 che montavano un obice da 105mm sullo scafo dell'hellcat privo di torretta, tali conversioni rimasero anch'esse allo stadio sperimentale. 
Infine venne realizzato un prototipo di un carro lanciafiamme basato su questo carro.